# Joakim Lindström
Joakim Claes Lindström (Skellefteå, 5 dicembre 1983) è un hockeista su ghiaccio svedese.

## Palmarès

### Mondiali
- 1 medaglia:
  - 1 bronzo (Bielorussia 2014)